# Deroplatys

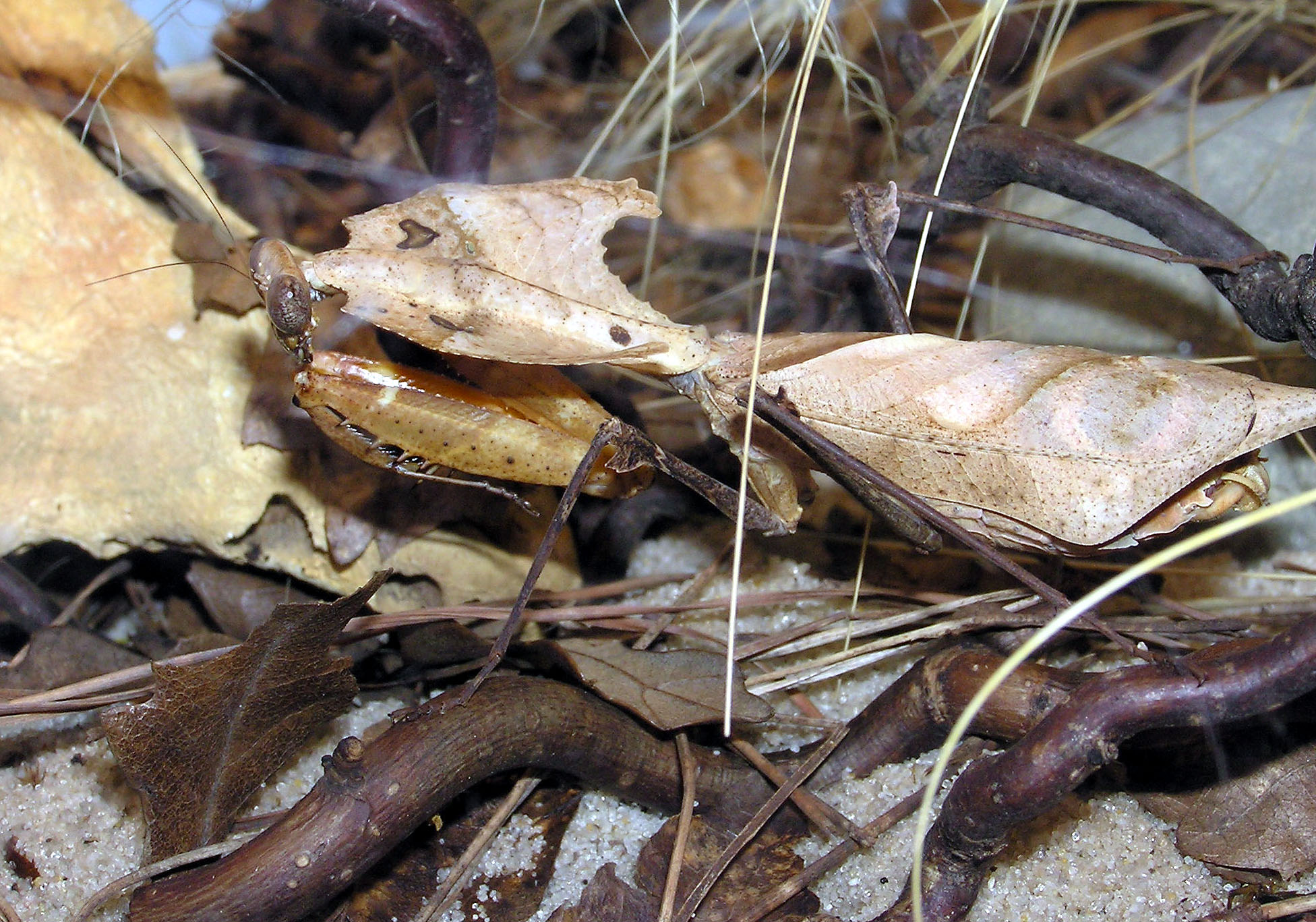

Deroplatys (лат.) — род богомолов из семейства Deroplatyidae (ранее в Angelinae из Mantidae). Известен из Юго-Восточной Азии. Род включает около десяти видов. Своим внешним видом имитируют мёртвые листья. Популярны в качестве экзотических домашних животных. 

## Описание
Макроптерные богомолы у обоих полов. Внешний край глаза округлый; лобный щиток подпрямоугольный; переднеспинка расширена. Половой диморфизм резко выражен: переднеспинка ромбовидная у самца и более или менее колоколообразный у самки. У самки, костальная область тегмина расширена, а вершина крыльев обычно превращена в более или менее длинный отросток. Средние и задние бёдра с вершинными лопастевидными выростами и геникулярным шипом. Гениталии самца: дистальный отросток вентрального фалломера с более или менее отчётливым склеротизированным крючком; апикальный отросток левого фалломера изогнут и сужается к округлый кончик; фаллоидный апофиз левого фалломера и вентральный склеротизированный отросток правого фалломера сильно склеротизированы.
Благодаря своему внешнему виду, сходному с мёртвыми листьями имеют популярность при разведении в качестве экзотических домашних животных.

## Классификация
Род включает около десяти видов и был впервые выделен в 1839 году английским энтомологом Джоном Вествудом (John Westwood, 1865—1926), типовой вид Mantis heteroptera de Haan, 1842.
- Deroplatys angustata (Westwood, 1845)
- Deroplatys cordata (Fabricius, 1798)
- Deroplatys desiccata (Westwood, 1839)typus
- Deroplatys gorochovi (Anisyutkin, 1998)[3]
- Deroplatys indica (Roy, 2007)[11]
- Deroplatys lobata (Guérin-Méneville (1838)
- Deroplatys moultoni (Giglio-Tos, 1917)
- Deroplatys philippinica (Werner, 1922)
- Deroplatys rhombica (Brunner, 1897)
- Deroplatys sarawaca (Westwood, 1889)
- Deroplatys trigonodera (Westwood, 1889)
- Deroplatys truncata (Guerin-Meneville, 1843)